# Sylvain Côté
Sylvain Côté (* 19. leden 1966 v Québec, Québec (provincie)) je bývalý kanadský hokejový obránce.

## Hráčská kariéra
S juniorským hokejem začínal v týmu Sainte-Foy Gouverneurs hrající v lize QAAA. V týmu odehrál jednu sezónu 1981/82, poté se připojil k týmu Québec Remparts hrající v lize QMJHL. V klubu setrval až do draftu 1984, kdy jsi ho vybral tým Hartford Whalers v 1. kole celkově 11. Po draftu se připojil k týmu Hartford Whalers se kterým odehrál celou sezónu 1984/85. Do následující sezóny se vrátil do juniorské ligy QMJHL, kde hrál za tým Hull Olympiques. V sezóně stihl odehrát dva zápasy za Hartford Whalers. V QMJHL vyhrál dvě trofeje, za nejlepšího obránce Emile Bouchard Trophy a za nejužitečnějšímu hráči v playoff Guy Lafleur Trophy. Poté odehrál mistrovství světa juniorů za kanadskou juniorskou reprezentaci se kterou vybojoval stříbro. Do týmu Hartford Whalers se ještě úplně nezapojil a za jejich záložní tým v Binghamton Whalers, který hrál AHL ligu odehrál 12 zápasů. Do následující sezóny 1987/88 se zapojil do základní sestavy Whalers, se kterým hrál do konce sezóny 1990/91.
8. září 1991 byl vyměněn do týmu Washington Capitals za 2. kolo draftu v roce 1992 (Andrej Nikolišin). V Capitals hrával v sezónách 1991/98 a v sezóně 1993/94 se stal třetím nejlepším hráčem v týmu s 51 bodech. 24. března 1998 byl vyměněn do týmu Toronto Maple Leafs za Jeffa Browna. V Torontu dohrál sezónu 1997/98, celou sezónu 1998/99 a tři zápasy odehrál v sezóně 1999/2000. 8. října 1999 byl vyměněn do týmu Chicago Blackhawks za 2. kolo draftu v roce 2001 (Karel Pilař). V Chicago Blackhawks odehrál 45 zápasů a poté byl opět vyměněn společně s Davem Mansonem do týmu Dallas Stars za Kevina Deana, Dereka Planteho a druhé kolo draftu v roce 2001 (Matt Keith). S týmem Dallas Stars postoupil do playoff, kde dokráčeli až do finále ale prohráli nad týmem New Jersey Devils 2:4 na zápasy. S Dallasem Stars se nedohodl na smlouvě a stal se volným hráčem. 7. července 2000 podepsal smlouvu s týmem Washington Capitals jako volný hráč. V Capitals odehrál dvě sezóny a v prvním odehraném zápase v sezóně 2002/03 byl nakonec jeho poslední zápas své kariéry. Klub mu nabízel že by mohl hrát na farmě v Portland Pirates ale to nakonec odmítl. Poté se rozhodl ukončit kariéru.

## Ocenění a úspěchy
- 1982 Air Canada Cup – První All-Star Tým
- 1982 Air Canada Cup – Top obránce
- 1983 QMJHL – Třetí All-Star Tým
- 1984 QMJHL – Druhý All-Star Tým
- 1986 QMJHL – Emile Bouchard Trophy
- 1986 QMJHL – Guy Lafleur Trophy
- 1986 QMJHL – První All-Star Tým
- 1986 QMJHL – Nejlepší nahrávač v playoff
- 1986 MSJ – All-Star Tým

## Prvenství
- Debut v NHL – 11. října 1984 (New York Rangers proti Hartford Whalers)
- První asistence v NHL – 11. října 1984 (New York Rangers proti Hartford Whalers)
- První gól v NHL – 19. prosince 1984 (Hartford Whalers proti Boston Bruins, kanadskému brankáři Pete Peeters)

## Klubové statistiky
| Sezóna       | Klub                   | Soutěž       |      | Základní část | Základní část | Základní část | Základní část | Základní část |    | Play off | Play off | Play off | Play off | Play off |
| Sezóna       | Klub                   | Soutěž       | Z    | G             | A             | B             | TM            | Z             | G  | A        | B        | TM       |          |          |
| 1981/1982    | Sainte-Foy Gouverneurs | QAAA         | 46   | 18            | 29            | 47            | 117           | 5             | 0  | 3        | 3        | 8        |          |          |
| 1982/1983    | Québec Remparts        | QMJHL        | 66   | 10            | 24            | 34            | 50            | -             | -  | -        | -        | -        |          |          |
| 1983/1984    | Québec Remparts        | QMJHL        | 66   | 15            | 50            | 65            | 89            | 5             | 1  | 1        | 2        | 0        |          |          |
| 1984/1985    | Hartford Whalers       | NHL          | 67   | 3             | 9             | 12            | 17            | -             | -  | -        | -        | -        |          |          |
| 1985/1986    | Hull Olympiques        | QMJHL        | 26   | 10            | 33            | 43            | 14            | 13            | 6  | 28       | 34       | 22       |          |          |
| 1985/1986    | Hartford Whalers       | NHL          | 2    | 0             | 0             | 0             | 0             | -             | -  | -        | -        | -        |          |          |
| 1986/1987    | Binghamton Whalers     | AHL          | 12   | 2             | 4             | 6             | 0             | -             | -  | -        | -        | -        |          |          |
| 1986/1987    | Hartford Whalers       | NHL          | 67   | 2             | 8             | 10            | 20            | 2             | 0  | 2        | 2        | 2        |          |          |
| 1987/1988    | Hartford Whalers       | NHL          | 67   | 7             | 21            | 28            | 30            | 6             | 1  | 1        | 2        | 4        |          |          |
| 1988/1989    | Hartford Whalers       | NHL          | 78   | 8             | 9             | 17            | 49            | 3             | 0  | 1        | 1        | 4        |          |          |
| 1989/1990    | Hartford Whalers       | NHL          | 28   | 4             | 2             | 6             | 14            | 5             | 0  | 0        | 0        | 2        |          |          |
| 1990/1991    | Hartford Whalers       | NHL          | 73   | 7             | 12            | 19            | 17            | 6             | 0  | 2        | 2        | 2        |          |          |
| 1991/1992    | Washington Capitals    | NHL          | 78   | 11            | 29            | 40            | 31            | 7             | 1  | 2        | 3        | 4        |          |          |
| 1992/1993    | Washington Capitals    | NHL          | 77   | 21            | 29            | 50            | 34            | 6             | 1  | 1        | 2        | 4        |          |          |
| 1993/1994    | Washington Capitals    | NHL          | 84   | 16            | 35            | 51            | 66            | 9             | 1  | 8        | 9        | 6        |          |          |
| 1994/1995    | Washington Capitals    | NHL          | 47   | 5             | 14            | 19            | 53            | 7             | 1  | 3        | 4        | 2        |          |          |
| 1995/1996    | Washington Capitals    | NHL          | 81   | 5             | 33            | 38            | 40            | 6             | 2  | 0        | 2        | 12       |          |          |
| 1996/1997    | Washington Capitals    | NHL          | 57   | 6             | 18            | 24            | 28            | -             | -  | -        | -        | -        |          |          |
| 1997/1998    | Washington Capitals    | NHL          | 59   | 1             | 15            | 16            | 36            | -             | -  | -        | -        | -        |          |          |
| 1997/1998    | Toronto Maple Leafs    | NHL          | 12   | 3             | 6             | 9             | 6             | -             | -  | -        | -        | -        |          |          |
| 1998/1999    | Toronto Maple Leafs    | NHL          | 79   | 5             | 24            | 29            | 28            | 17            | 2  | 1        | 3        | 10       |          |          |
| 1999/2000    | Toronto Maple Leafs    | NHL          | 3    | 0             | 1             | 1             | 0             | -             | -  | -        | -        | -        |          |          |
| 1999/2000    | Chicago Blackhawks     | NHL          | 45   | 6             | 18            | 24            | 14            | -             | -  | -        | -        | -        |          |          |
| 1999/2000    | Dallas Stars           | NHL          | 28   | 2             | 8             | 10            | 14            | 23            | 2  | 1        | 3        | 8        |          |          |
| 2000/2001    | Washington Capitals    | NHL          | 68   | 7             | 11            | 18            | 18            | 5             | 0  | 0        | 0        | 2        |          |          |
| 2001/2002    | Washington Capitals    | NHL          | 70   | 3             | 11            | 14            | 26            | -             | -  | -        | -        | -        |          |          |
| 2002/2003    | Washington Capitals    | NHL          | 1    | 0             | 0             | 0             | 4             | -             | -  | -        | -        | -        |          |          |
| Celkem v NHL | Celkem v NHL           | Celkem v NHL | 1171 | 122           | 313           | 435           | 545           | 102           | 11 | 22       | 33       | 62       |          |          |

## Reprezentace
| Rok          | Tým          | Soutěž       | Z  | G | A | B | TM |
| ------------ | ------------ | ------------ | -- | - | - | - | -- |
| 1984         | Kanada 20    | MSJ          | 7  | 0 | 2 | 2 | 13 |
| 1986         | Kanada 20    | MSJ          | 7  | 1 | 4 | 5 | 4  |
| 1996         | Kanada       | SP           | 2  | 0 | 1 | 1 | 0  |
| Celkem v MSJ | Celkem v MSJ | Celkem v MSJ | 14 | 1 | 6 | 7 | 17 |